# Carpinus polyneura
Carpinus polyneura — вид квіткових рослин з родини березових. Поширення: пд. Китай.

## Біоморфологічна характеристика
Це дерево до 15 метрів заввишки; кора сіра. Гілочки темно-пурпурові, тонкі, рідко білі, запушені або ні. Ніжка листка 5–10 мм, рідко запушена або гола. Листкова пластинка еліптично-ланцетна, довгасто-ланцетна або яйцювато-ланцетна, рідше еліптична або довгаста, 4–8 × 1.5–2.5 см, знизу густо ворсинчаста вздовж жилок, борідчаста в пазухах бічних жилок, зверху густо запушена вздовж середньої жилки, в молодому віці рідко ворсинчаста в інших місцях, основа широко клиноподібна або майже закруглена, край подвійно та регулярно щетинкоподібно-пилчастий; бічних жилок 16–20 з кожного боку середньої жилки. Жіноче суцвіття 3–6 × 1–2 см. Горішок широкояйцеподібний, 2–3 × 1.5–2.5 мм, рідко запушений, ворсинчастий на верхівці, ребристий. Цвітіння: травень і червень, плодіння: липень — вересень.

## Середовище
Населяє субтропічні широколистяні ліси або зарості; на висотах 400–2300 метрів